# Gennes-Val de Loire
Gennes-Val de Loire era una comuna nueva francesa que estaba situada en el departamento de Maine y Loira, de la región de Países del Loira.

## Historia
Fue creada el 1 de enero de 2016, en aplicación de una resolución del prefecto de Maine y Loira de 5 de octubre de 2015 con la unión de las comunas de Chênehutte-Trèves-Cunault, Gennes, Grézillé, Le Thoureil y Saint-Georges-des-Sept-Voies, pasando a estar el ayuntamiento en la antigua comuna de Gennes.
El 1 de enero de 2018 fue suprimida al fusionarse con la comuna de Les Rosiers-sur-Loire y Saint-Martin-de-la-Place, formando la comuna nueva de Gennes-Val-de-Loire.

## Demografía
| Gráfica de evolución demográfica de Gennes-Val-de-Loire entre 1800 y 2013 |
|                                                                           |

Los datos entre 1800 y 2013 son el resultado de sumar los parciales de las cinco comunas que forman la nueva comuna de Gennes-Val-de-Loire, cuyos datos se han cogido de 1800 a 1999, para las comunas de Chênehutte-Trèves-Cunault, Gennes, Grézillé, Le Thoureil y Saint-Georges-des-Sept-Voies de la página francesa EHESS/Cassini. Los demás datos se han cogido de la página del INSEE.

## Composición
| Comuna delegada              | Código INSEE | Población (2013) | Superficie (km²) | Densidad (hab./km²) |
| ---------------------------- | ------------ | ---------------- | ---------------- | ------------------- |
| Chênehutte-Trèves-Cunault    | 49094        | 1031             | 27.61            | 37                  |
| Gennes                       | 49149        | 2254             | 32.52            | 69                  |
| Grézillé                     | 49154        | 621              | 17.62            | 35                  |
| Le Thoureil                  | 49346        | 444              | 11.02            | 40                  |
| Saint-Georges-des-Sept-Voies | 49279        | 694              | 15.22            | 46                  |